# 이나경 (치어리더)
이나경(1993년 2월 1일~)은 대한민국의 여성 치어리더이다.